# Vladimir Belyayev
Volodymyr Ivanovich Byelyayev (em ucraniano:  Володимир Іванович Бєляєв; Michurinsk, 7 de dezembro de 1944) é um ex-jogador de voleibol da Ucrânia que competiu pela União Soviética nos Jogos Olímpicos de 1968.
Em 1968, ele fez parte da equipe soviética que conquistou a medalha de ouro no torneio olímpico, no qual jogou em oito partidas.